# Каталой
Каталой (на румънски: Cataloi) е село в окръг Тулча, Северна Добруджа, Румъния.

## История
През 1935 г. румънското управление планиира да удължи ж. п. линията Меджидия-Тулча от Бабадаг до Каталой. Останалите 7 км до Тулча налагат изграждане на ж.п. тунел, дълъг 850 метра, за който тогава не е осигурен нужния кредит и съобщенията с Тулча се осъществяват с автобуси. 
До 1940 година в Каталой има българско население, което се изселва в България по силата на подписаната през септември същата година Крайовската спогодба.